# Cleorodes incerta
Cleorodes incerta là một loài bướm đêm trong họ Geometridae.